# تارغو موريش

شعار المدينة

تارغو موريش, مدينة في شمالي وسط رومانيا (بالرومانية: Târgu Mureş, بالهنغارية: Marosvásárhely, Székelyvásárhely, بالألمانية: Neumarkt, Neumarkt am Mieresch) عاصمة محافظة موريش وتقع على نهر موريش. تدل الحفريات على أن المنطقة كانت مأهولة منذ 2000 ق.م حيث أن المدينة انشات في فترة 1300 م. يبلغ عدد سكانها اكتر من 150.000 نسمة حيث 50% رومان و45% هنغار (مجر).

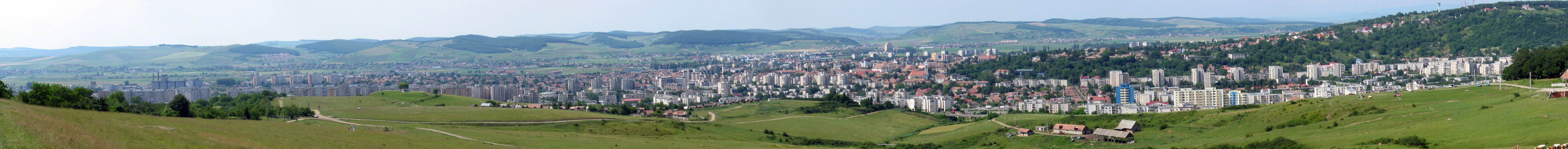
منظر من على مشارف المدينة

## توأمة
لتارغو موريش اتفاقيات توأمة مع كل من:
- إلميناو
- باجا
- زالاجيرسيج
- Újbuda [الإنجليزية]‏
- Güzelçamlı [الإنجليزية]‏
- East Renfrewshire [الإنجليزية]‏
- بورنموث
- كيكسكيميت
- بودابست
- سيجد (1997 - )[8]

## معرض صور

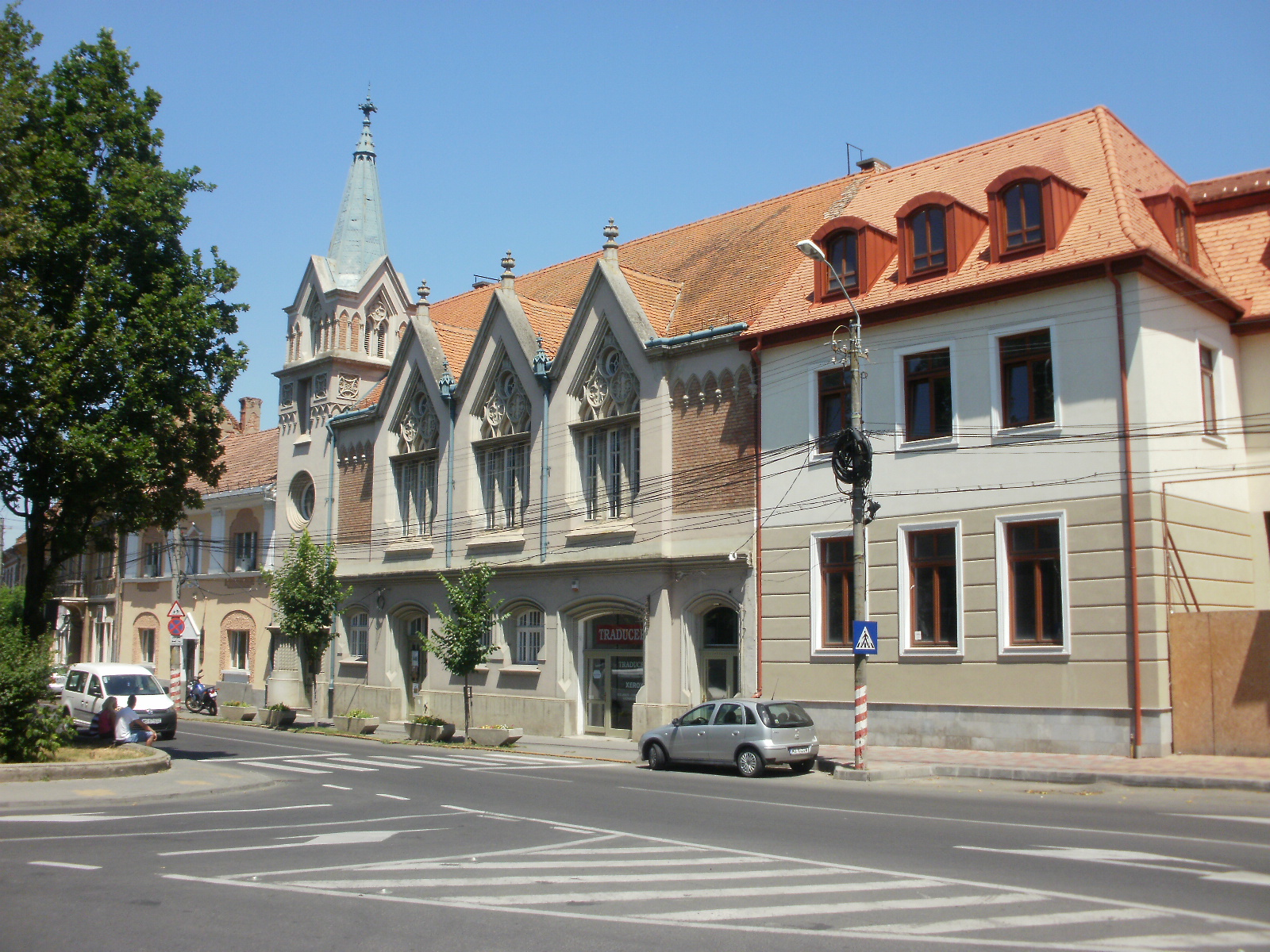
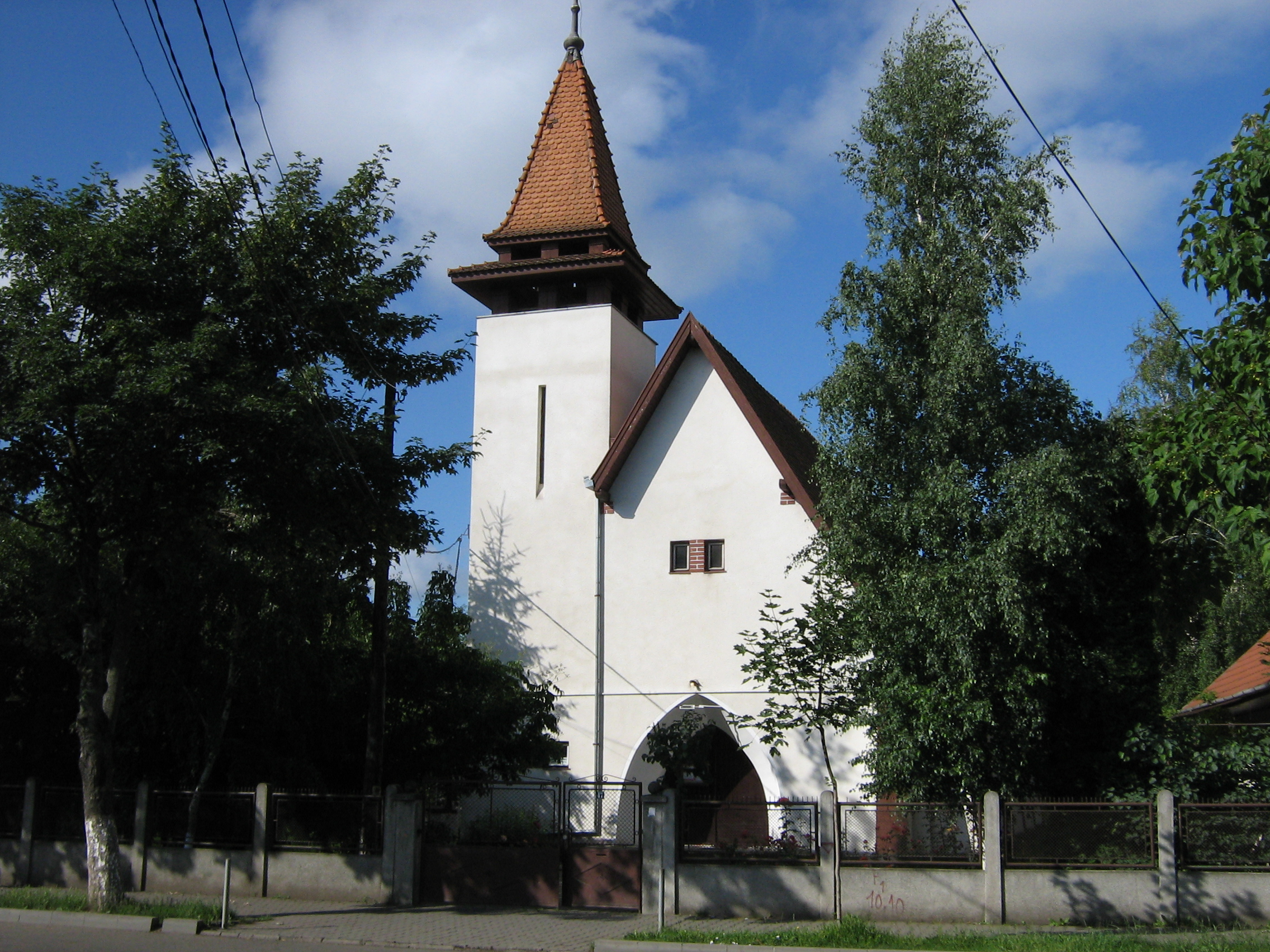
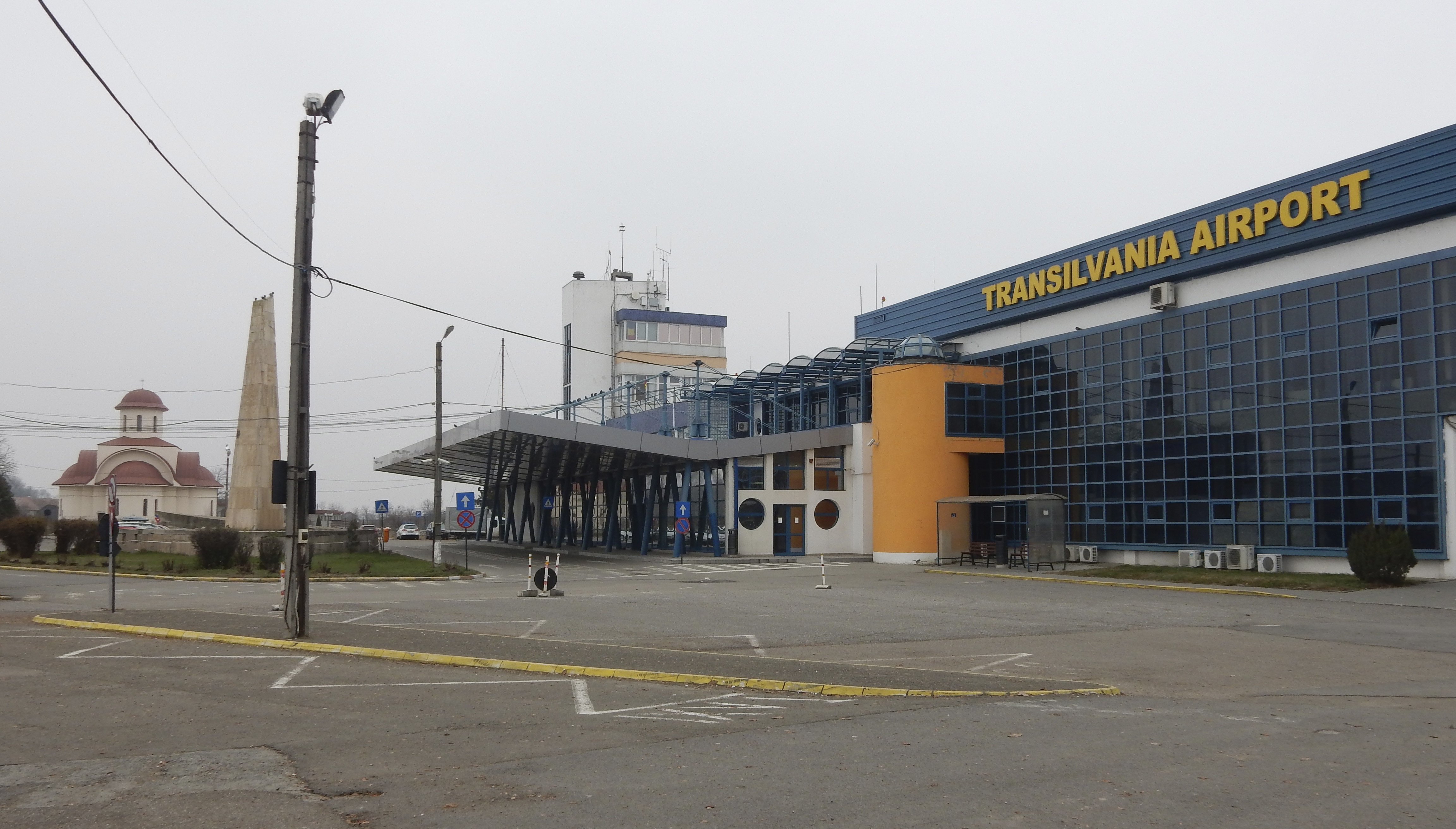
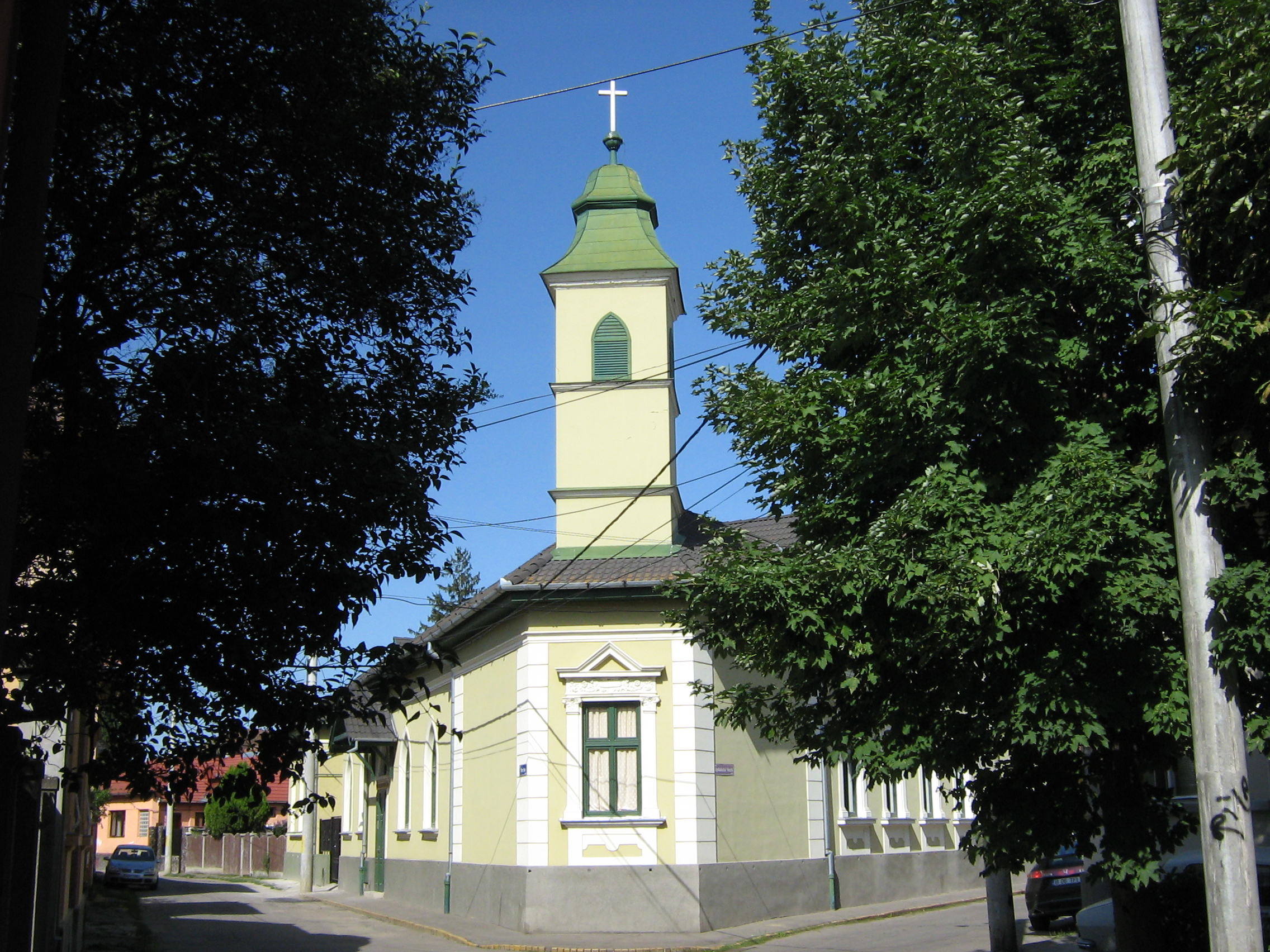